# Ocoelophora ouvrardi
Ocoelophora ouvrardi là một loài bướm đêm trong họ Geometridae.